# Глинская волость (Александрийский уезд)
Глинская волость — административно-территориальная единица Александрийского уезда Херсонской губернии.
По состоянию на 1886 год состояло из 7 поселений, 5 сельских общин. Население 10 456 человек (5137 мужского пола и 5319 женского), 1918 дворовых хозяйств.
|                        | Площадь (в т. ч. пахотной) |
| ---------------------- | -------------------------- |
| Сельских общин         | 19 365 (17 897)            |
| Частной собственности  | 15 221 (5171)              |
| Казённой собственности | —                          |
| Другой собственности   | 153 (145)                  |
| Всего                  | 33 060 (22 147)            |

Самые большие поселения:
- Глинск — село при реке Цыбульник в 35 верстах от уездного города, 2118 человек, 378 дворов, 2 православные церкви, 3 лавки, торжки.
- Золотаревка — село при реке Цыбульник, 1926 человек, 374 двора, православная церковь, 4 лавки.
- Иванковцы (Мержановка) — село при реке Цыбульник, 3025 человек, 551 двор, православная церковь, школа.
- Никольск — село при реках Цыбульник и Волочаевка, 1111 человек, 219 дворов, православная церковь, земская станция, лавка.
- Янов — село при реке Березовка, 1177 человек, 374 двора, православная церковь, школа, 3 лавки.

По состоянию на 1896 год насчитывалось 39 поселений, 2169 дворовых хозяйств, население составляло 9978 человек.